# Marie Elisabeth Lüders
Marie Elisabeth Lüders (ur. 25 czerwca 1878 w Berlinie, zm. 23 marca 1966 w Berlinie Zachodnim) – niemiecka polityk liberalna, posłanka do Reichstagu i Bundestagu. 

## Życiorys

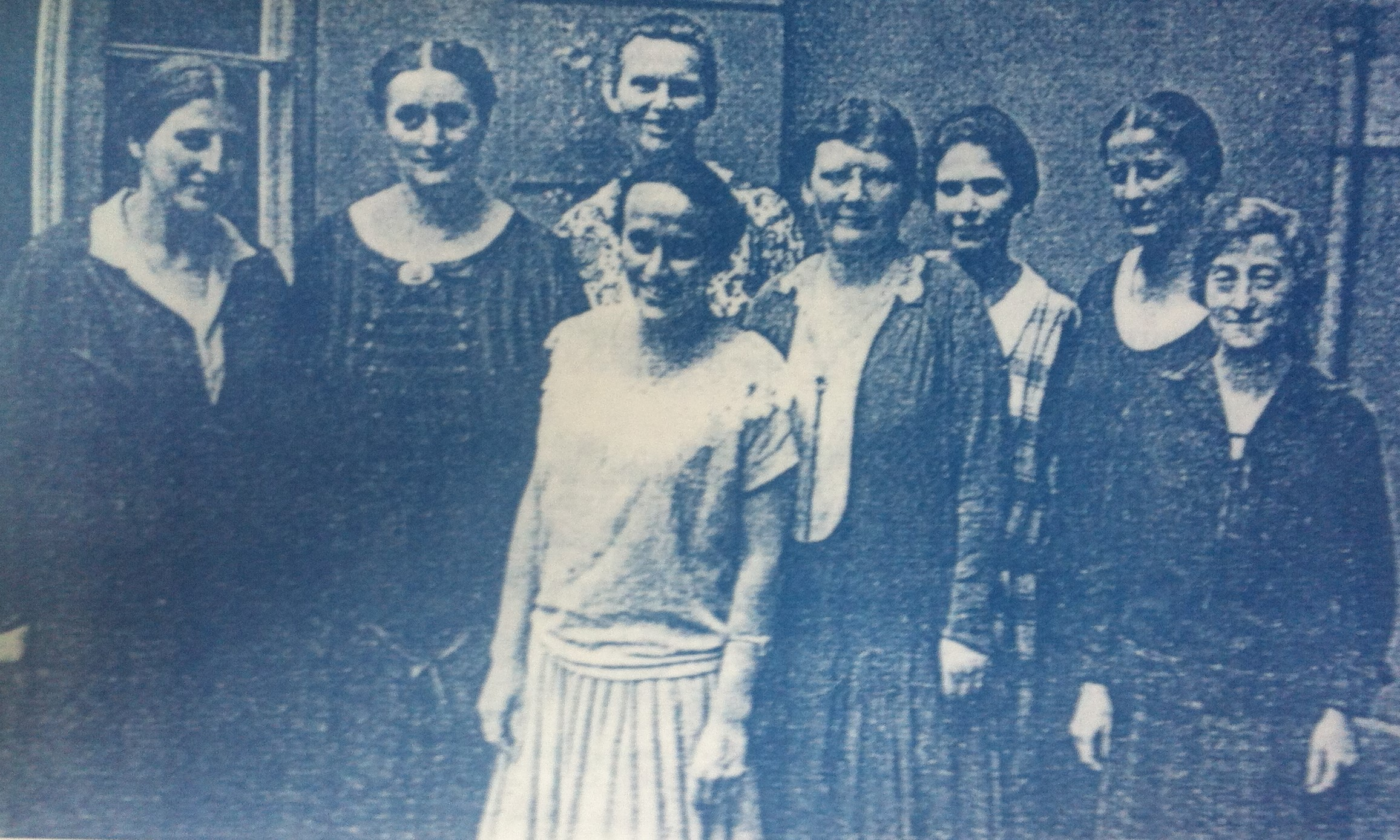
Założyciele Deutscher Akademikerinnenbund e.V. – M. Lüders w centrum (1926)

Po ukończeniu gimnazjum żeńskiego i żeńskiej szkoły ekonomicznej, w latach 1906-1910 przygotowywała się do matury i jednocześnie studiowała ekonomię na Uniwersytecie Berlińskim. W 1909 wraz z Agnes von Harnack, była pierwszą kobietą, która zapisała się na tę uczelnię.
W 1912 uzyskała dyplom doktora nauk politycznych (jako pierwsza kobieta w Niemczech). Do 1918 działała w ruchach społecznych i kobiecych (m.in. w 1909 założyła Stowarzyszenie rzemieślniczo-technicznego szkolenia kobiet). W 1919 została członkiem Konstytucyjnego Zgromadzenia Narodowego. Wybierano ja na posłankę do Reichstagu w kadencjach 1920/1921 oraz od 1924 do 1930 (od 1918 należała do Deutschen Demokratischen Partei). W 1933 otrzymała od zwycięskich nazistów zakaz publikowania oraz wykonywania zawodu. W 1937 była przez cztery miesiące izolowana, ale została zwolniona po protestach międzynarodowych organizacji kobiecych i członków korpusu dyplomatycznego.
W czasie II wojny światowej przebywała w okupowanej przez własnych rodaków Belgii, gdzie opiekowała się bezrobotnymi dziewczętami i kobietami.
W latach 1948–1949 była radną miejską Liberalno-Demokratycznej Partii Niemiec. Od 1953 do 1961 była posłanką z ramienia Wolnej Partii Demokratycznej (FDP). W 1953 i w 1957, jako przewodnicząca-senior otwierała inauguracyjne posiedzenia Bundestagu.
Jako parlamentarzystka zajmowała się sprawami polityki kobiecej i kilkakrotnie podejmowała inicjatywę w kwestiach legislacyjnych, takich jak np. „Lex Lüders” regulujące status prawny Niemki poślubionej cudzoziemcowi.

## Upamiętnienie
Upamiętnia ją nazwa Marie-Elisabeth-Lüders-Haus, jednego z ważnych budynków Bundestagu w Berlinie.